# Lake Aluma
Lake Aluma – miasto w Stanach Zjednoczonych, w stanie Oklahoma, w hrabstwie Oklahoma.